# Новоселиха
Новоселиха — деревня в составе Крутцовского сельсовета Ветлужского района Нижегородской области.

## Известные люди
В деревне родился советский военачальник Алексей Григорьевич Смирнов.